# Associazione Calcio Perugia 1946-1947
Questa voce raccoglie le informazioni riguardanti l'Associazione Calcio Perugia nelle competizioni ufficiali della stagione 1946-1947.

## Rosa
| N. |                   | Ruolo | Calciatore       |
| -- | ----------------- | ----- | ---------------- |
|    | Italia (bandiera) | P     | A. Agostinelli   |
|    | Italia (bandiera) | A     | E. Bertuzzi      |
|    | Italia (bandiera) | C     | Gian Carlo Bossi |
|    | Italia (bandiera) | D     | Q. Brugalossi    |
|    | Italia (bandiera) | A     | A. Bruni         |
|    | Italia (bandiera) | D     | R. Caglio        |
|    | Italia (bandiera) | C     | G. Fonda         |
|    | Italia (bandiera) | A     | Savino Mosca     |
|    | Italia (bandiera) | C     | R. Lombardi      |
|    | Italia (bandiera) | A     | E. Mariottoni    |

| N. |                   | Ruolo | Calciatore              |
| -- | ----------------- | ----- | ----------------------- |
|    | Italia (bandiera) | A     | E. Masciolini           |
|    | Italia (bandiera) | C     | Luigi Gioacchino Nebbia |
|    | Italia (bandiera) | A     | Angelo Piccioli         |
|    | Italia (bandiera) | C     | W. Pompei               |
|    | Italia (bandiera) | C     | F. Prina                |
|    | Italia (bandiera) | C     | Oreste Roccasecca       |
|    | Italia (bandiera) | A     | Rossi                   |
|    | Italia (bandiera) | D     | Socrate Salmoiraghi     |
|    | Italia (bandiera) | P     | Bruno Tussani           |